# Mitsuhiro Toda
Mitsuhiro Toda (戸田 光洋?, Toda Mitsuhiro; Prefettura di Miyazaki, 10 settembre 1977) è un allenatore di calcio ed ex calciatore giapponese, di ruolo attaccante, assistente tecnico del Kawasaki Frontale.

## Palmarès

### Club

#### Competizioni nazionali
- Coppa J. League: 1

FC Tokyo: 2004